# Condensador electrolític

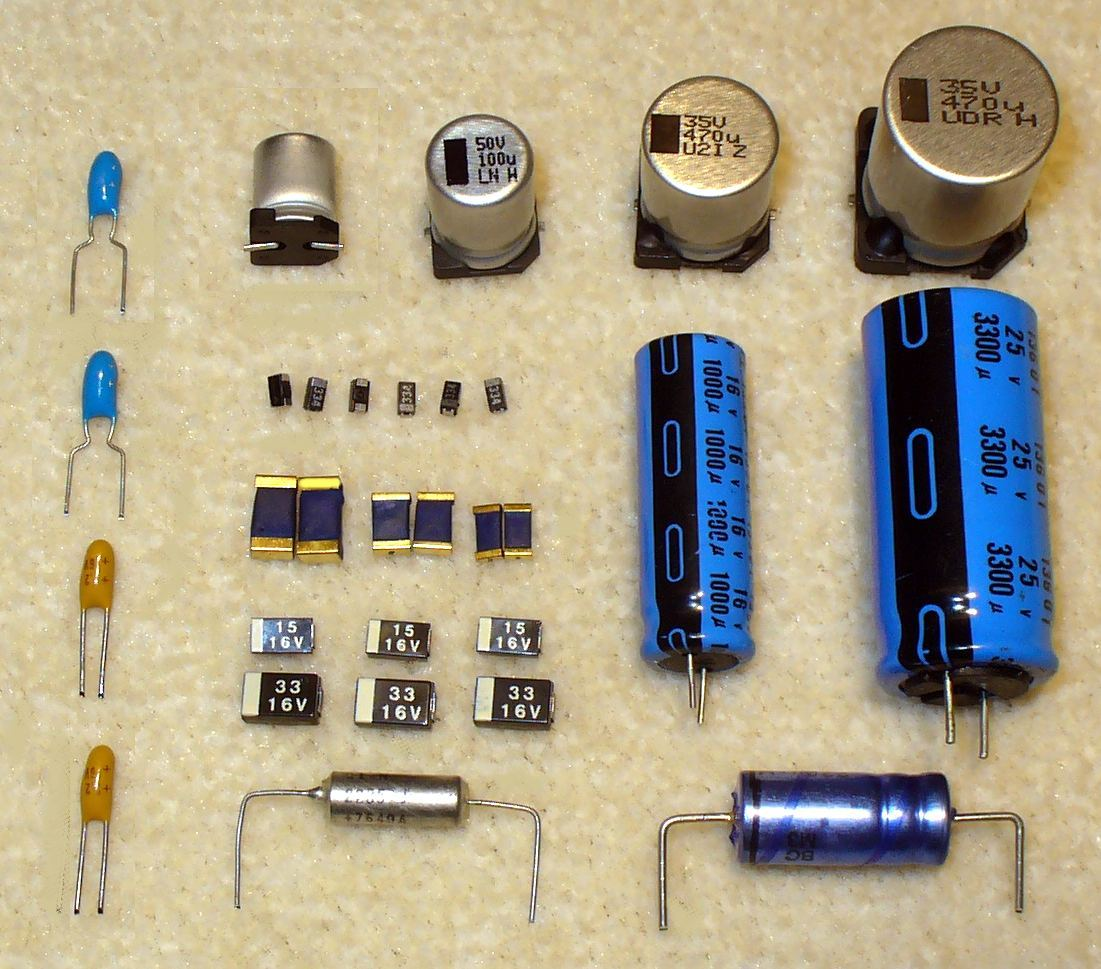
Diferents condensadors electrolítics, de tàntal els de la columna més a l'esquerra, i d'alumini la resta.

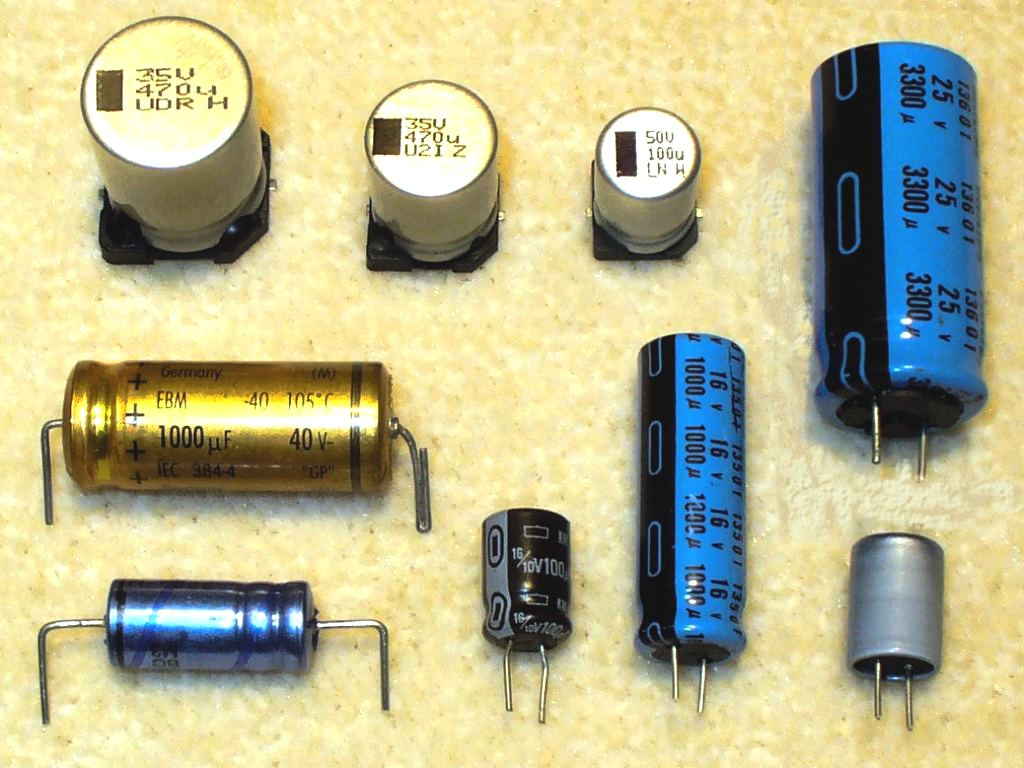
Condensadors electrolítics axials (terminacions oposades) i radials (terminacions en paral·lel).

Un condensador electrolític és un tipus de condensador elèctric que fa servir un líquid iònic conductor com una de les seves plaques. Típicament amb més capacitat per unitat de volum que altres tipus de condensadors, són molt adequats en circuits elèctrics amb relativament alt corrent elèctric i baixa freqüència. Aquests és especialment el cas en els filtres d'alimentadors de corrent, on es fan servir per emmagatzemar la càrrega, i moderar el voltatge de sortida i les fluctuacions de corrent en la sortida rectificada. També es fan servir molt en els circuits que han de conduir corrent altern però no corrent continu.
Els condensadors electrolítics poden tenir molta capacitància, permetent la construcció de filtres de molt baixa freqüència.
El principi del condensador electrolític va ser descobert l'any 1886 per Charles Pollak, com a part de la seva recerca de l'anodització de l'alumini i altres metalls. Pollack descobrí que degut al fet que la capa d'òxid d'alumini produïda era molt prima, hi havia molta capacitància entre l'alumini i la solució de l'electròlit. Va trobar que el perborat de sodi permetia la creació de la capa d'òxid d'alumini sense atacar-la després quan la tensió s'eliminava. Va obtenir una patent per al condensador electrolític d'alumini l'any 1897.

## Aplicacions
La primera aplicació pràctica d'aquesta tecnologia va ser en els condensadors d'arrancada dels motors de corrent alterns, ja que la majoria dels condensadors elèctrics són polaritzats, és a dir que només poden funcionar amb corrent continu, però fent servir diverses plaques d'alumini anoditzat, i intercalant-hi l'electròlit de bòrax, és possible fer un condensador que pugui ser usat en sistemes de corrent altern.
La primera aplicació massiva de les versions de corrent continu d'aquest tipus de condensadors va ser en les centraletes telefòniques.
El desenvolupament dels receptors de ràdio domèstics de corrent alterns, a partir de 1920, requeriren la producció de condensadors d'alta capacitat relativa i alt voltatge, com a mínim de 4 microfarads i fins a 500 volts. El primer prototipus d'un condensador electrolític modern va ser patentat per Julius Lilienfield el 1926.
No va ser fins a la Segona Guerra Mundial quan se solucionaren els problemes que presentaven els primers condensadors electrolítics.

## Condensadors electrolítics d'alumini
Els condensadors electrolítics d'alumini es fan a partir de dues bandes d'alumini, una de las quals està coberta per una capa aïllant d'òxid i un paper xop en electròlit entre elles. La banda aïllada és l'ànode, mentre que el líquid electròlit i la segona banda actuen com a càtode. Aquesta pila s'enrotlla sobre ella mateixa, ajustada amb dos connectors pin i s'encaixa en un cilindre d'alumini. Les dues geometries més usades són les axials i radials.
Símbols esquemàtics per a condensadors electrolítics. Alguns esquemes no inclouen el signe "+" al costat del símbol. Els condensadors electrolítics es marquen per indicar la polaritat dels terminals. El positiu és l'ànode, i el negatiu el càtode.
|             |  | Condensador polaritzat |  |                      |
|             |  | Condensador polaritzat |  |                      |
|             |  | Condensador polaritzat |  |                      |
| Condensador |  | Condensador polaritzat |  | Condensador variable |
| Condensador |  | Condensador Polaritzat |  | Condensador Variable |

## Comportament elèctric dels electrolítics
Un model de circuit comú per a un condensador electrolític és el següent esquema:

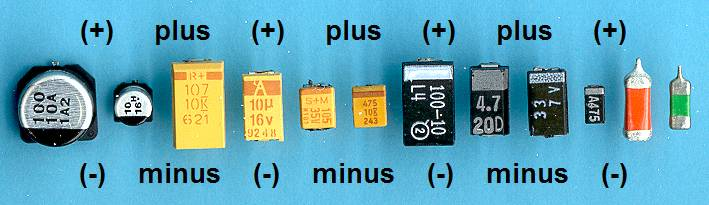
Nota: La marca en l'embolcall de metall indica el terminal negatiu.

On Rleakage és la resistència interna, RESR és la resistència sèrie equivalent, LESL és la inductància sèrie equivalent (sent L el símbol convencional per la inductància).

### Capacitat
El valor de la capacitat elèctrica de qualsevol condensador, coneguda com a capacitància és una mesura de la quantitat de càrrega emmagatzemada per unitat de diferència de potencial entre les seves plaques. La unitat bàsica en el SI d'unitats és el farad que és un coulomb per volt. Però en els condensadors es fa servir més les seves derivades que són microfarad (10-6), nanofarad (10-9) i picofarad (10-12), abreujades com μF o uF, nF i pF. Els rangs des de 0,1 fins a 4700 µF són comuns en la majoria de les aplicacions.

## Condensadors electrolítics de tàntal
Els condensadors de tàntal tenen una capacitat més estable i precisa que els d'alumini, també presenten menor corrent de fuita i una baixa impedància a baixes freqüències. Però no toleren els pics de sobretensió com els d'alumini i es poden malmetre, de vegades amb una violenta explosió, cosa que també succeeix quan els alimenten amb la polaritat invertida o per sobre del límit establert. La capacitat arriba a prop dels 100 μF basant-se en la tensió de treball. Les armadures del condensador de tàntal són diferents, el càtode és format per grans de tàntal sinteritzat i el dielèctric està compost per òxid de titani. L'ànode es fa de vegades amb una capa de semiconductor, de diòxid de manganès dipositat químicament. En una versió millorada l'òxid de manganès va ser substituït per una capa de polímer conductor, polipirrol, que elimina la tendència de la combustió en cas de fallida.

## Principals fabricants
Fabricants més destacats a 19.01.2017: Vishay, Rubycon, Nichicon, United Chemi-Con, Lelon, Würth electronik, TDK epcos, CDE MALLORY,  ILLINOIS, APACITOR, Elna, Yageo, Murata, Panasonic, Parallax, AVX, Kemet,  